# Cristina Dorcioman
Cristina Dorcioman (n. 7 august 1974, Câmpulung Muscel) este o arbitră de fotbal din România. 
A devenit arbitru în 1994, și în 2002 a fost promovată la rangul de arbitru FIFA.
Ea a condus finala Campionatului European de Fotbal Feminin 2013.